# Haplopogon nudus
Haplopogon nudus är en tvåvingeart som beskrevs av Engel 1930. Haplopogon nudus ingår i släktet Haplopogon och familjen rovflugor. Inga underarter finns listade i Catalogue of Life.